# ديفيد موراليس
ديفيد موراليس (بالإسبانية: David Morales Paz)‏ هو مدرب تجديف إسباني، ولد في 10 ديسمبر 1977 في طرطوشة في إسبانيا.

## وصلات خارجية
- ديفيد موراليس على موقع الاتحاد الدولي للتجديف (الإنجليزية)
- ديفيد موراليس على موقع أوليمبيديا (الإنجليزية)